# NnCron
nnCron — планировщик задач для операционной системы Windows, обладающий широкими возможностями автоматизации. В программу встроен собственный скриптовый язык, основанный на языке Forth, и представляющий собой расширение отечественной форт-системы SP-Forth.
Разработан программистом из Пскова Николаем Немцевым. Первая версия появилась в середине 2000 года. Первоначально распространялся с поддомена сайта eserv nemtsev.eserv.ru. В конце 2002 года проект переехал на собственный сайт.
Автором распространяется также облегчённая, бесплатная для всех версия планировщика nnCron LITE.
Исходные коды программы свободно доступны.

## Особенности
Поверх форт-системы, в числе прочего, в nnCron реализован простой DSL, обратно совместимый с cron-форматом. Программа может работать под управлением текстовых кронтаб-файлов. Имеется GUI-оболочка из которой можно удалять/добавлять/редактировать/планировать и запускать задачи, менять настройки программы. При написании заданий можно использовать все возможности форт-системы, что делает nnCron чрезвычайно гибким и расширяемым.
nnCron способен запускать в указанное время программы (в том числе как сервисы и/или от имени указанных пользователей), открывать документы и выводить сообщения-«напоминалки», прерывать работу любых запущенных процессов, а также:
- выключать[11] или «усыплять» компьютер,[12] а также «будить» его для запуска задачи[13];
- управлять указанными окнами[14]: отображать/скрывать/закрывать/удалять/сворачивать/разворачивать и прятать в системный трей[15];
- выводить на экран и в лог-файл различные сообщения, делать запросы к пользователю на выполнение тех или иных действий[16];
- работать с буфером обмена, файлами и реестром[17];
- эмулировать ввод с клавиатуры[18] и операции с мышкой[19];
- звонить и класть трубку;
- воспроизводить аудиофайлы, а также звуки заданной продолжительности и частоты через встроенный динамик (см. beep)[20];
- синхронизировать системное время по NTP[21];
- запускать JScript и VBScript-сценарии[22];

Вышеперечисленные задачи могут также запускаться при возникновении определённых событий, например, при старте системы, изменении каталога (или файла), запуске/завершении определённого процесса, нажатии клавиатурной комбинации, создании определённого окна, вставке компакт-диска в привод и др. Возможен запуск одной задачи из другой задачи, однако без самостоятельного написания соответствующего скрипта не обойтись.
Дополнительные возможности могут быть добавлены путём подключения плагинов, написанных на SP-Forth.
Программа имеет так называемый «непотопляемый режим», позволяющий ей автоматически перезапускаться в случае фатальных ошибок. Это достигается путём запуска дополнительной службы/процесса nnguard.exe.
nnCron позволяет не только выполнять некоторые действия в определённые моменты времени, но и отслеживать файлы, флаги, окна, процессы, движения мыши, время просто́я компьютера, горячие клавиши, выход в онлайн/офлайн, появление диска в дисководе, наличие хоста в сети (пинг), количество свободного места на диске и т. д.